# William Charles de la Try Ellis
William Charles de la Try Ellis (Curaçao, 26 augustus 1881 - overleden aldaar 16 juni 1977) was een Antilliaanse doctor in de rechtswetenschap.  
Hij was o.a. president van het Hof van Justitie, (onder)voorzitter van de Koloniale Raad en (onder)voorzitter van de Raad van Bestuur, later Raad van Advies, van de Nederlandse Antillen. Hij was betrokken bij de ontwikkeling van het Statuut voor het Koninkrijk der Nederlanden en lid van de naoorlogse Caraïbische Commissie. 

## Jeugd en vorming
William Charles de la Trij Ellis werd geboren op het Brionplein in Willemstad als zoon van Jan Hendrik Martin Ellis en Anna Francisca Dania. De derde doopnaam was een verwijzing naar zijn grootmoeder Maria Clara de Latry. 
Hij was getrouwd met Maria Antoinette Helena Kramers (Schiedam, 17 augustus 1884 - Overijse). Ze kregen geen kinderen.
In 1906 deed hij, als eerste Antilliaan, zijn eindexamen aan het jezuiteninternaat Het Canisius College in Nijmegen, waarna hij rechten studeerde aan de Universiteit van Amsterdam (UVA). Na zijn promotie op 26 stellingen in 1911 aan de UVA ging hij terug naar Curaçao. In Nederland en daarna bij (Nederlandse) benoemingen op de Antillen heeft men steeds De la Try als deel van zijn achternaam gezien en dat is zo gebleven.

## Carrière
Na zijn terugkeer naar Curacao, in 1912, werd De la Try Ellis als "eenigst gegradueerde Advocaat in onze Kolonie" benoemd tot waarnemend advocaat-generaal. Vervolgens werd hij in 1917 benoemd tot lid van het Hof van Justitie, waarvan hij van 1929 tot zijn pensionering in 1934 president is geweest.
In 1919 werd hij, als eerste katholiek, benoemd tot lid van de toenmalige Koloniale Raad. Van 1927 tot 1934 was hij (onder)voorzitter van deze Raad.
Na zijn pensionering in 1934 maakte hij met zijn vrouw een lange wereldreis. Na ook een periode in Nederland verbleven te hebben, keerden zij in januari 1940 definitief terug naar Curaçao.
Nadat Koningin Wilhelmina in haar rede van 7 december 1942 aangaf de toekomstige relatie met de koloniën te willen herzien, werden kort na de tweede wereldoorlog drie commissies "ter voorbereiding der Rijksconferentie" aangesteld. Het was aan de Commissie "De la Try Ellis" om de wensen namens Curaçao (huidige Nederlandse Antillen en Aruba) betreffende deze relatie en eventuele autonomie in kaart te brengen. Het in mei 1946 uitgebrachte rapport "De la Try Ellis" stelde een zo groot mogelijke staatkundige vrijheid ten aanzien van Nederland voor, versterking van economische en culturele banden met Nederland en een systeem van een benoemde gouverneur met gekozen medebestuurders.  In juli 1946 overhandigde hij, namens de Raad van Bestuur van de Nederlandse Antillen, een petitie aan H.M. Koningin Wilhelmina. 
Hij was voorstander van meer autonomie en medezeggenschap voor Curaçao binnen het Koninkrijk der Nederlanden en nam deel aan de Rondetafel Conferenties ter voorbereiding van het Statuut van het Koninkrijk der Nederlanden. Hij
nam het tijdens de Ronde Tafel onderhandelingen met succes op tegen het opnemen van het zg. secessie recht in het Statuut.  Op 15 december 1954 was hij aanwezig in de Ridderzaal voor de ondertekening van het Statuut door Koningin Juliana.
Vanaf 1943 was hij lid van de Raad van Bestuur. Vervolgens was hij van 1944 tot 1968 (onder)voorzitter van dit college (na de staatsregeling Raad van Advies geheten). Van beide colleges was de gouverneur automatisch voorzitter. 
Van 1968 tot 1971 was De la Try Ellis buitengewoon lid. 
Hij was van 1946 tot 1960 lid van de Nederlandse Sectie van de Caraïbische Commissie (oktober 1945-1960), voortgekomen uit de Anglo-American Committee (1942). Dit adviesorgaan van Engeland en Noord-Ierland, de Verenigde Staten, Frankrijk en Nederland, beoogde de regionale samenwerking op sociaal, cultureel en econonmische gebied te bevorderen en werd o.a. ondersteund door diverse West-Indische Conferenties die tijdens haar bestaan (1946-1960) werden gehouden; in 1950 en 1957 op Curaçao.
Hij bleef tot op hoge leeftijd (90 jaar) actief.
Tevens was hij:
- Voorzitter van de Curaçaose Commissie Rechtsverkeer in Oorlogstijd (1940)
- Ondervoorzitter van de Deviezencommissie (1941)
- Voorzitter van de Commissie ter bestudering van Staatkundige aangelegenheden (1942)
- Voorzitter van de Commissie tot het ontwerpen van een of meer wettelijke regelingen betreffende de rechtstoestand van landsdienaren en van ambtenaren in dienst van de eilandgebieden (1948)
- Voorzitter van de Commissie afschaffing Doodstraf (1957)
- Voorzitter van de Commissie herziening handvest Caraïbische Commissie
- Voorzitter van de Commissie voor Kerkelijke aangelegenheden (1960)
- Voorzitter of ondervoorzitter van diverse andere commissies.

## Ridderorden
- Grootofficier in de Orde van Oranje Nassau, 1972
- Ridder in de Orde van de Nederlandse Leeuw, 1933
- Grand Officier de l'Ordre National "Honeur et Merite" (République d'Haïti), 1953
- Commendador de la Orden de Merito Juan Pablo Duarte (La République dominicaine), 1953
- Ridder in de Orde van Sint Gregorius de Grote (État de la Cité du Vatican), 1936

## Trivia
- Van De la Try Ellis werd in 1988 een postzegel met zijn beeltenis uitgebracht.[4]
- Dr. I.C Debrot (Voorzitter van de Staten van de Nederlandse Antillen) schreef in het juninummer van de Nieuwe West-Indische Gids 52 (1978), blz. 164-166 een "In Memoriam".
- In 1978 ging op de Universiteit van de Nederlandse Antillen een "Dr. William Charles de la Try Ellis lezingencyclus" van start.
- Woonde in Willemstad, op Pietermaai 16A.

- Bibliothèque nationale de France: cb14491460g (data)
- International Standard Name Identifier: 0000 0000 3211 9357
- Library of Congress Control Number: n81060795
- Virtual International Authority File: 74081174